# Akkumulatorbalancering
Akkumulatorbalancering refererer til teknikker som maksimerer en akkumulatorpakkes kapacitet så al dens energi bliver tilgængelig til brug og for at øge akkumulatorpakkens levetid.
En akkumulatorbalancer er et system i en akkumulatorpakke som udøver akkumulatorbalancering.
Akkumulatorbalancer findes ofte i Lithium-ion-akkumulatorpakker til bærbare computere og elkøretøjers akkumulatorpakker.
Typisk har de individuelle celler i en akkumulatorpakke mere eller mindre forskellig kapacitet og/eller selvaflades med forskellig hastighed og vil derfor have forskellig ladningstilstand (SOC, State-of-Charge). Uden omfordeling skal afladningen stoppes når den celle med lavest kapacitet er tom (selvom de andre celler ikke er tomme); dette begrænser energien som kan hentes ud af og sendes ind i akkumulatorpakken.
Uden akkumulatorbalancering vil cellen med den mindste kapacitet være “det svageste led”, cellen kan let blive overopladet eller overafladet mens celler med højere kapacitet kun undergår en delvis cyklus. For at de celler der har højere kapacitet, skal undergå fulde oplade/aflade cykler, skal akkumulatorbalancere “beskytte” de svagere celler under afladning. Akkumulatorbalancering gøres ved at overfør energi fra eller til de individuelle celler under opladning og/eller afladning.
Et fuldt batteristyresystem (BMS) kan inkludere aktiv balancering såvel som temperaturovervågning, ladning og andre egenskaber som kan maksimere akkumulatorpakkens levetid.

## Teknologi
Akkumulatorbalancering kan være aktiv eller passiv.